# 奧拉努鄉
44°52′N 24°19′E / 44.867°N 24.317°E
奧拉努鄉（羅馬尼亞語：Comuna Olanu, Vâlcea），是羅馬尼亞的鄉份，位於該國西南部，由沃爾恰縣負責管轄，面積34平方公里，2002年人口3,367，人口密度每平方公里100人，超過九成居民信奉東正教。